# Marcel Aubour
Marcel Aubour (Saint-Tropez, Francia, 17 de junio de 1940), es un ex-futbolista francés, se desempeñaba como guardameta y durante la segunda mitad de la década de los 60, fue el portero titular de la selección de fútbol de Francia.

## Clubes
| Club              | País    | Año         | Partidos | Goles |
| Olympique de Lyon | Francia | 1960 - 1966 | 153      | 0     |
| OGC Niza          | Francia | 1966 - 1969 | 96       | 0     |
| Stade Rennais FC  | Francia | 1969 - 1972 | 86       | 0     |
| Stade Reims       | Francia | 1972 - 1977 | 147      | 0     |

- Datos: Q386720
- Multimedia: Marcel Aubour / Q386720